# Gonystylus keithii
Gonystylus keithii är en tibastväxtart som beskrevs av Airy Shaw. Gonystylus keithii ingår i släktet Gonystylus och familjen tibastväxter. Inga underarter finns listade i Catalogue of Life.